# Estación de Kingston (Ontario)
Kingston es una estación de tren de pasajeros interurbana en Kingston, Ontario, Canadá. Es servido por trenes Via Rail que van de Toronto a Ottawa o Montreal, a lo largo de la ruta del Corredor. Está ubicado en John Counter Boulevard, al noreste de Calle Princess y al noroeste del centro de Kingston.

## Servicios de estación
La estación cuenta con personal, venta de boletos, control de equipaje, snack bar, máquinas expendedoras, teléfonos, baños y acceso para sillas de ruedas a la estación y a los trenes. Hay dos vías, a una de las cuales se accede a través de un túnel.
Hay estacionamiento disponible para estancias cortas y largas en el lado este de la estación. El costo es de $2,50 por hora para estacionamiento a corto plazo, $9,00 por un período de 24 horas y $75,00 por un pase mensual. Hay una parada de taxis en el lado norte de la estación.
La estación también cuenta con el servicio de Kingston Transit. Hay transporte público disponible durante todo el día y la noche hacia la terminal de autobuses de Kingston, el centro de Kingston, el centro Cataraquí, King's Crossing, Queen's University, el Colegio St. Lawrence y el centro de Kingston, ya sea directamente desde la estación o muy cerca, en las rutas 4. , 7, 16 y 18.